# Cheirodonta pallescens
Cheirodonta pallescens is een slakkensoort uit de familie van de Triphoridae. De wetenschappelijke naam van de soort is voor het eerst geldig gepubliceerd in 1867 door Jeffreys.